# Génie biologique
Ne doit pas être confondu avec Génie biomédical.
Pour les articles homonymes, voir GB.
Le génie biologique désigne l'application des concepts et méthodes de la biologie (et accessoirement de la physique, chimie, mathématiques et informatique) afin de résoudre les problèmes relatifs aux sciences du vivant.

## Descriptif
Le génie biologique utilise les méthodes analytiques et de synthèses propres à l'ingénierie ainsi que son expérience quant au coût et à la faisabilité d'une solution. Dans cette optique, alors que l'ingénierie traditionnelle applique les sciences physiques et mathématiques afin d'analyser, concevoir et fabriquer des outils, des structures et des processus non vivants, le génie biologique utilise principalement le domaine des connaissances de la biologie moléculaire afin d'étudier et de promouvoir son application aux organismes vivants.
La différenciation entre génie biologique et génie biomédical peut sembler confuse, car de nombreuses universités utilisent souvent les termes « bioingénierie » et « génie biomédical » de façon interchangeable. Les ingénieurs biomédicaux sont spécifiquement axés sur l'application de la biologie et autres sciences aux innovations médicales, alors que les ingénieurs biologistes se consacrent principalement à l'application de la biologie, mais pas nécessairement à des usages médicaux. Les domaines de l’ingénierie biologique et de l’ingénierie biomédicale ont une intersection commune mais certains aspects sont disjoints, on peut par exemple utiliser des produits « non biologiques » à des fins médicales ou des produits biologiques pour des applications « non médicales ».

## Applications
L'une de ses applications majeures est l'analyse et la résolution économique des problèmes liés à la santé humaine. Cependant, son champ d'application est encore bien plus étendu, on peut citer par exemple le biomimétisme, cette branche de l'ingénierie biologique qui s'efforce de découvrir la façon dont les structures et fonctions des organismes vivants peuvent être utilisés comme modèles pour la conception et l'ingénierie de matériaux et de machines. La biologie des systèmes, d'autre part, cherche à utiliser la familiarité de l'ingénieur avec des systèmes artificiels complexes, ainsi que les concepts utilisés dans le reverse engineering, afin de faciliter le processus de reconnaissance des structures, la fonction et le fonctionnement précis de systèmes biologiques complexes.